# 卡爾臼炮
卡爾臼砲（德语：Mörser Karl），又称卡尔式（德语：Karl-Gerät），是第二次世界大戰時期納粹德國使用的一款超重型自行迫擊炮，用于攻击守备森严的要塞和碉堡。它的名称源自炮兵将军卡尔·海因里希·埃米尔·贝克尔（德语：Karl Heinrich Emil Becker）。

## 背景
第一次世界大戰後，法國認為德國是一貫的強敵，在發現德國方面「希里芬計畫」的戰略效益之後，修築了當時世界上最堅固的「马奇诺防线」，寄望它能遲滯與遏阻德國可能的侵略方向，將德國的侵略路線界定於馬奇諾北側的荷比盧國界上。
而德國自希特勒掌權後，開戰已勢在必行。有鑒於當時各國陸軍仍以防護力強大的要塞作為戰略據點，尤其是馬奇諾防線這類大型要塞，為了能夠用火砲擊穿並摧毀馬奇諾要塞，希特勒下令進行研製超重型火砲的計畫，除了卡爾臼砲外，這個計畫的成果還包括古斯塔夫超重型鐵道砲。

## 發展

### 沿革
1937年6月，萊茵金屬公司收到開發大口徑榴彈砲計畫的命令，並且由彈道工程師卡爾·貝克將軍負責開發，貝克將軍於1939年完成口徑600毫米火砲（Gerät 040）設計，而該火砲也因此命名為「卡爾臼砲」。
卡爾臼砲一共生產了6輛，每一輛都各自有命名；原计划每门砲及所属的2-3辆由4号戰車改装的弹药车和其它辅助单位编为一个重砲连，每2個連编为1个“重砲特车营”（Sonder-Geräte formed Heavy Artillery Battalion）。隸屬第一营的兩台臼砲分別是1号车「亞當」（Adam）與2号车「夏娃」（Eva）；隸屬第二营的是3号车「索爾」（Thor）（北欧神話中的雷神，主神奥丁的儿子，拥有雷神之锤）、4号车「奧丁」（Odin）（奧丁是北歐神話中的主神，地位基本等同于希腊神话中的宙斯）；隸屬第三营的是5号车「洛基」（Loki）（北歐神話中的邪神，奥丁的弟弟，也做欺骗之神）以及6号车「提爾」（Ziu）（"Ziu"是戰神提爾"Tyr"的古德語名稱）。因战事发展和3号车“索尔”在测试中砲管爆炸一直未得完全修复，这些车辆被先后编为不同的重砲营，历经番号833营、628营、428营、638营。
車台於1940年5月在德國北部中央的翁特爾呂斯測驗行駛；生產日期從1940年11月持續到1941年8月。到了1941年2月，火砲的口徑再度提交討論，包括著手增加火砲射程。1942年5月正式下令生產口徑540毫米（Gerät 041）的砲管6座，600毫米砲管與540毫米砲管可依照任務需求進行更換。萊因金屬與希特勒在1943年3月舉行的會議中表示第一座砲管將於同年6月交貨；8月中再出廠3座砲。

### 操作特性
卡爾臼砲總重124噸，可藉由自身履帶進行短距離移動、砲位與射角迴旋調整（但迴旋角僅有左右各2.5°），由於馬力不是這座砲的最大考量，因此就算消耗了大量的燃料，車體僅能達到每小時10公里的速度；如需長距離移動仍然必須依賴火車運輸。卡爾臼砲唯一的優勢就是運輸時不需要先進行分解，可以於目的地直接投入戰事，然而，在移動時必須借重兩座龐大的轉向架將全車放到板車上。
卡爾臼砲一共需要16個人來操作，裝彈前要先將砲管放平進行填裝；砲管最大仰角為70°，左右迴旋角各2.5°。臼砲本身的精準度並不好，是利用威力來補償精準度。為了不受火砲後座力影響而頻繁地進行砲位調整，需要利用液壓懸吊降低車身至貼地的程度以增加穩定性。
比起同計畫推出的另一款重武器古斯塔夫超重型鐵道砲，卡爾臼砲從進入陣地到發射只要10分鐘，完成戰備只需要古斯塔夫重砲的1/312的時間；等到進入戰鬥時每小時可以射擊6－12次，也等於是古斯塔夫重砲射率的3－6倍。卡爾臼砲可依照不同的射距、目標與效果而使用1,700公斤（彈頭炸藥280公斤）重的穿甲高爆彈、2,180公斤（彈頭炸藥348公斤）重的穿甲高爆彈以及1,250公斤（彈頭炸藥460公斤）的高爆彈。
為了推動重型砲彈，卡爾臼砲的裝藥一共分1－9號（1 bis 9 Treibladungen），每一份藥包重32－36公斤。如果將射程定在大約4.3公里的距離，長五公尺多的砲管就要抬升到50°的仰角；大約6.5公里的射程距離砲管就要抬升到60°，加上1－9號裝藥全部一起裝填，能貫穿2.5公尺厚的混凝土或者35公分的均質鋼板。

## 火力與部署
卡爾臼砲60公分口徑型的最佳射程為6800公尺，與大口徑步兵迫擊砲也差不多是這個距離，而一座105公釐或122公釐榴彈砲可以打到20,400公尺的目標。因此萊因金屬在會議對希特勒所提出的報告中，新的長7.1公尺、540毫米口徑的砲管就是為了要增加有效射程，後來有三輛卡爾臼砲改裝540公釐的砲管，射程也因此延伸至10,400公尺。
卡爾臼砲的彈藥重量從1.25噸起跳，600毫米口徑臼砲的彈藥甚至重達2噸（穿甲弹的重量超過2噸）。重型穿甲弹以大角度墜落可擊穿2.5公尺的水泥碉堡和35公分厚的鋼板，高爆彈則可以在地上造成直徑15公尺，深5公尺的大洞。
卡爾臼砲的部署與運用往往是兩兩成對，為了保證彈藥供給，德軍以四號坦克的底盤改裝了彈藥工程車與彈藥運補車（Munitionsträger），來回穿梭於彈藥儲放陣地與射擊陣地之間，每一座臼砲配有彈藥工程車與彈藥運補車三組，另有第13輛工程車作為支援用車。
因為太大太重，射擊時的效益並不高，加上它射程短以及移動距離短，幾乎沒辦法離開鐵路，因此只有在附近有鐵路的戰場才能部署，造成其出戰紀錄極少。

## 服役過程
卡爾臼砲最初是以擊毀馬奇諾防線為目標而設計，然而古德里安從阿登山脈率領第19裝甲軍爬過110公里的峽谷閃擊法國，讓法國迅速投降，馬其諾防線不攻自破。因此卡爾臼砲首次投入是在東部戰場。

### 首戰布列斯特要塞
1941年6月27日，卡爾臼砲開往第一個目標，蘇聯的布列斯特堡。在第2裝甲軍團指揮官古德里安將軍的調動下，卡爾臼砲以600公釐的砲管發射2噸彈頭，憑質量砸穿了布列斯特堡的防禦結構，讓德軍在29、30日發起總突擊之後就攻下了布列斯特堡。俄軍指揮官，第42步兵師師長伊凡·朱巴丘夫被俘，後死於集中營；另一指揮官政委佛明（Yefim Fomin）被德軍以「政委」以及「猶太人」兩項罪名當場槍決。

### 征服塞瓦斯托波爾
同年年底，因為德軍攻勢過快，前線與運補幾乎連接不上，進攻莫斯科的計畫在後繼無力的情況下迅速失敗。希特勒於1942年發動藍色行動，將戰爭指向史達林格勒還有高加索平原。為了解決猶如芒刺在背的黑海艦隊基地，希特勒派遣曼斯坦因元帥進攻賽瓦斯波托爾要塞。這座要塞位於黑海之濱，經過俄國的長久經營，號稱是幾乎攻不可破的堅固堡壘，屏衛著俄國的黑海艦隊的安全。克里米亞戰爭中的塞瓦斯托波爾圍城戰時，英法聯軍曾經為了攻佔此處而付出了重大的代價，而蘇聯更是在此設立大量的重型火炮，尤其是兩座名為「高爾基砲台」更是著名，每炮台各拥两座双联装305毫米52倍口径的远程舰炮炮塔，合计8管305毫米舰炮，最大射程42公里，要塞裝甲最大厚度達406毫米。
德軍在進攻伊始並未對这座精心构筑的要塞給予足夠的重視，負責進攻的裝甲部隊很快就被要塞核心炮陣重創。為了扳平此劣勢，德軍從國內調集了各式火炮，但直到1941年底都未見成效，德軍不得不暫緩攻勢，讓蘇軍有了維修的機會，要塞核心8门305毫米主炮的炮管得以更换。1942年，德军调来600毫米的卡尔臼炮的4号车「奥丁」和6号车「提爾」，及800毫米古斯塔夫超重型鐵道炮。這座號稱攻不可破的要塞，在這些巨砲面前非常的脆弱，深埋在30公尺海平面以下，覆蓋厚達7公尺混凝土結構保護的彈藥庫被古斯塔夫重炮一砲擊穿而引發強烈的殉爆，嚴重影響了要塞的彈藥供應，使卡尔臼炮得以抵近開火，命中了「马克西姆61高尔基一号」（含两座双联装305毫米炮）西部炮塔，使其2管305毫米炮1损1伤。最後德軍工兵部隊拚死強攻，以烈性炸藥將其余6管305毫米炮摧毁，並以火攻的方式解決了要塞地下建築中的抵抗。由於史達林在戰鬥末期即時下達了撤退命令，大部分的蘇軍高層都得以逃脫。
1942年5月，塞瓦斯托波爾戰役在卡爾臼砲與古斯塔夫重炮聯手下，讓德軍贏得此役，因此希特勒晉升埃里希·馮·曼施坦因為陸軍元帥，並稱讚他是「塞瓦斯托波爾的征服者」。德国工程师对攻陷的炮台进行了详细测绘及评估，甚至拍摄了最初的彩色照片，后来被美军缴获；美军最初以为是德军通过间谍获得的苏联设计图纸改德语标注，后找苏军求证时发现详细尺寸与苏联原版设计图有差异；这些德军资料后被德国用于改进位于法国加莱的英吉利海峡要塞及大西洋壁垒沿线要塞的建设。因要塞主体尚完整，苏军战后又在原地安装了四座三联装同型火炮，仍作為正規要塞服役了一段时间，现作为博物馆展出。

### 鎮壓華沙起義

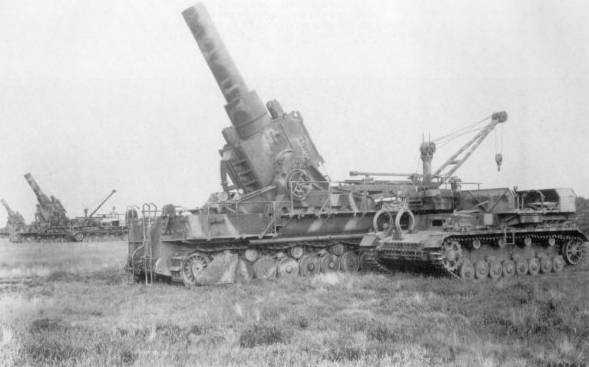
鎮壓華沙起義的三門卡爾臼炮（亚当、奥丁、洛基），均裝設540毫米口徑長炮管。炮擊陣地右邊可以看見一輛彈藥運輸車，是由四號戰車底盤改裝。

1944年，由常驻英国的波兰流亡政府领导的波兰家乡军，在沒有知會苏联的情況下發動了华沙起义，总共6辆的卡尔臼炮中有4辆先后被送去镇压起义。因当时苏军在华沙东面布有远程火炮，而卡尔臼炮射程较远的540毫米火炮的射表还没有完成，因此前期只有搭载600毫米砲管的040卡爾臼砲六号車「提爾」（隸屬第638重炮营）于8月17日7时抵达华沙西火车站，炮弹列车于次日抵达，隨即投入作战。约3周后，540毫米火炮射表完成，3辆搭载540毫米火炮的041型卡尔臼炮隨即投入战场，包括隸屬第428重炮营一号車「亞當」和四號車「奧丁」，分别于9月7日和9月10日运抵华沙火车站；第638重炮营的五號車「洛基」于9月25日加入作战，替代已过度使用導致膛线磨平的同营六号車「提爾」。
由於卡尔臼炮本为攻坚水泥工事设计，因此砲彈擊中华沙城内的民宅和松软的地基時，有部分未能正常引爆而成为哑弹，其中数枚被波兰家乡军拆解取出炸药，用于土制炸药包和燃烧弹。华沙起义失败后，德军将数十万居民投往集中营，并将城区85%的建筑轰塌，以至大部分卡尔臼炮哑弹无人知晓，至60年代后才逐渐被挖掘出来。

### 戰後

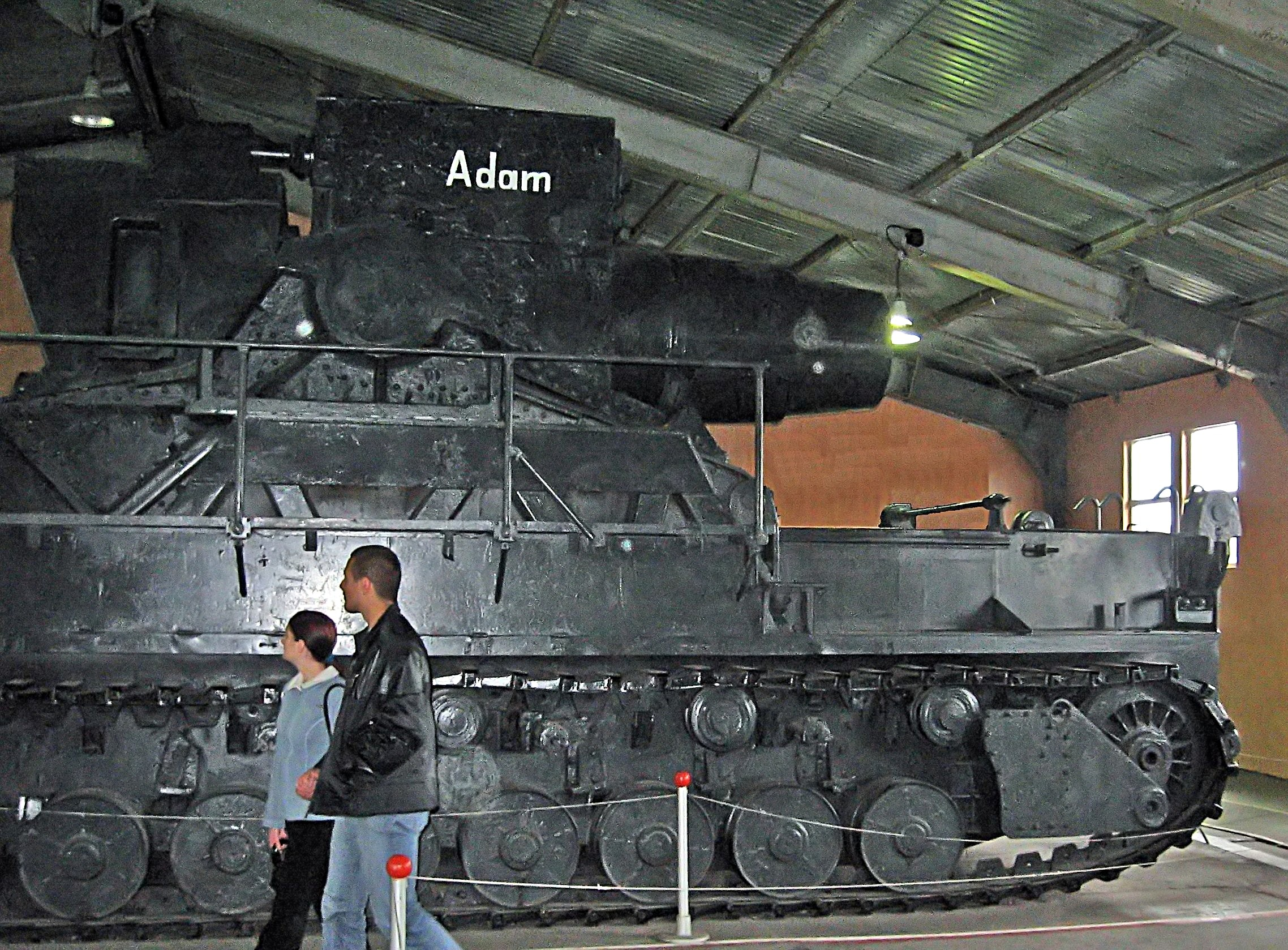
展示於庫賓卡戰車博物館的卡爾臼炮040型，車身側面標記為一號車「亞當」，但其實是六號車「提爾」。「亞當」是041型，裝備的是540毫米長炮管，「提爾」則是040型，裝備的是600毫米短炮管。

隨著德國於1945年戰敗，搭配600公釐口徑砲管的卡爾二號車「夏娃」以及搭配540公釐口徑砲管的卡爾五號車「洛基」於3月21日至4月11日之間被美軍俘獲；卡爾一號車「亚当」、三號車「索尔」、四號車「奥丁」與六號車「提尔」則被蘇聯軍於4月20日在於特博格俘獲。
美軍同在佔領希樂斯雷奔（Hillersleben）時俘獲一台卡爾七號實驗車（No. VII；experimental chassis），運回了亞伯丁試驗場，但隨後就因不明原因被報廢。
现在，于庫賓卡坦克博物馆展出的其实是卡尔的六号车「提尔」，但被标记为一号车「亚当」，真正的一号车下落不明。而會把六號車「提爾」稱作是一號車「亞當」應該是為了軍事宣傳。

## 相关文化
- 於《少女与战车劇場版》出现，为大學生選拔隊的超級重型坦克。

## 外部連結
- 维基共享资源上的相關多媒體資源：卡爾臼炮
- Gerät 040 and 041 - History（页面存档备份，存于）
- mortar Karl in Kubinka tank museum（页面存档备份，存于）
- Technical parameters
- YouTube Video of a Karl-Gerät firing and being loaded（页面存档备份，存于）